# Julie Schmitt
Julie Schmitt (* 6. April 1913 in Cham; nach Heirat Julie Knabel; † 10. Dezember 2002 in München) war eine deutsche Kunstturnerin und Olympiasiegerin.
Bei den Olympischen Spielen 1936 fand nach 1928 zum zweiten Mal ein Olympischer Mannschaftswettbewerb für Turnerinnen statt. Mit der deutschen Mannschaft in der Besetzung Gertrud Meyer, Erna Bürger, Käte Sohnemann, Isolde Frölian, Anita Bärwirth, Paula Pöhlsen sowie Friedl Iby und Julie Schmitt gewann sie die Goldmedaille mit drei Punkten Vorsprung vor der Mannschaft aus der Tschechoslowakei.
Seit dem 9. März 1936 war Julie Schmitt mit Hugo Knabel (* 30. Oktober 1909; † 30. September 1982) verheiratet. Aus der Ehe gingen vier Kinder hervor (Gerhard * 6. Januar 1937; Gertrud * 16. Dezember 1937; Walter * 21. September 1942; Ilse * 24. November 1944).
Julie Schmitt zog sich nach ihrem Olympiaerfolg ins Privatleben zurück, blieb jedoch den sportlichen Aktivitäten in vielerlei Hinsicht treu. Sie spielte erfolgreich im Tennis Club Pasing, fuhr Skirennen und bestieg Berge bis über 5000 Meter (u. a. Kilimandscharo) in den verschiedensten Regionen der Welt. Die Begeisterung für das Bergsteigen blieb ihr bis ins hohe Alter erhalten.